# Alexander González Moreno
Alexander González Moreno (14 dicembre 1994) è un calciatore panamense, centrocampista dell'Universidad Central e della nazionale panamense.

## Carriera

### Club
Ha giocato nella massima serie dei campionati panamense, venezuelano, colombiano e canadese.

### Nazionale
Ha giocato nelle nazionali giovanili panamensi Under-17 ed Under-20.
Nel 2020 ha esordito in nazionale maggiore.